# Charte de Cracovie
Vous pouvez aider à l'améliorer ou bien discuter des problèmes sur sa page de discussion.
- Il ne cite pas suffisamment ses sources. Vous pouvez indiquer les passages à sourcer avec {{référence nécessaire}} ou {{Référence souhaitée}}, et inclure les références utiles en les liant aux notes de bas de page. (Marqué depuis septembre 2023)
- Son texte doit être wikifié : il ne correspond pas à la mise en forme Wikipédia (style, typographie, liens internes, liens entre les wikis, etc.). (Marqué depuis septembre 2023)
- La notion qu'il invoque est trop technique ou pas assez détaillée. Il est préférable de la préciser au moyen d’un lien interne ou d’une note . (Marqué depuis septembre 2023)

- Archive Wikiwix
- Bing
- Cairn
- DuckDuckGo
- E. Universalis
- Gallica
- Google
- G. Books
- G. News
- G. Scholar
- Persée
- Qwant
- (zh) Baidu
- (ru) Yandex
- (wd) trouver des œuvres sur Wikidata

La charte de Cracovie est une référence en matière de conservation du patrimoine bâti.

## Contexte
Si l’on se réfère aujourd’hui toujours et régulièrement à la Charte de Venise, une nouvelle Charte a été mise au point à Cracovie en 2000, reprend un certain nombre de points des deux chartes précédentes. Elle décline un ensemble d'orientations qui fournit un cadre international pour la préservation et la restauration des objets et des bâtiments anciens.
Elle apporte néanmoins une nouvelle définition au concept de projet de restauration et de la conservation du patrimoine qu’elle considère comme devant être basé « sur un éventail d’options techniques adéquates » et être préparé par un « processus cognitif de recueil d’informations et de compréhension de l’immeuble ou du site », induisant ainsi l’interdisciplinarité.
Une attention toute particulière est accordée à la définition du « projet de restauration » qui confirme la prééminence de l’authenticité de la matière et une prudence raisonnée dans les restaurations architecturales, avec une intervention minimale.
L’actuelle charte prône un lien harmonieux entre conservation de la mémoire et la réalité changeante qui exige l’actualisation, en définissant la restauration d’un monument historique comme « une intervention dirigée sur un bien patrimonial, dont l’objectif est la conservation de l’authenticité et son appropriation par la communauté ». La conservation est obtenue en se référant à la signification de l’entité, avec les valeurs qui lui sont associées.
La charte de 2000 se distingue néanmoins des chartes précédentes par une approche plus moderniste. Le projet de restauration du bâti historique peut recourir à l’utilisation de matériaux et techniques modernes, à condition d’être rigoureusement testé, comparé et maîtrisé avant application, puis faire l’objet d’un suivi permanent.

### Problématique des reconstructions
La charte affine la vision des chartes précédentes en ce qui concerne les reconstructions : 
- La reconstruction de parties entières "dans le style de l'immeuble" doit être évitée.
- La reconstruction de parties limitées ayant une signification architecturale peut être acceptée, à titre exceptionnel, à condition d'être basée sur une documentation précise et indiscutable.
- La reconstruction d'un immeuble entier, détruit par un conflit armé ou un désastre naturel, n'est acceptable que s'il y a des motifs sociaux et culturels exceptionnels en rapport avec l'identité de la communauté tout entière. Ceci avait été le cas lors de la reconstruction à grande échelle
  - de la ville d'Ypres en Belgique, nivelée par les bombardements de la Première Guerre mondiale ;
  - du centre historique de la ville de Varsovie, détruit pendant la Seconde Guerre mondiale ;
  - du symbolique pont de Mostar, volontairement dynamité pendant les Guerres balkaniques des années 1990.
- Dans les années qui ont suivi la Charte de Cracovie, des experts du patrimoine de l'UNESCO et de l'ICOMOS ont discuté des plans pour la reconstruction physique de sites qui ont tous été détruits pour des raisons politiques et / ou d'inimitié religieuse.
  - des bouddhas de Bamiyan,
  - des tombes Kasubi en Ouganda
  - des structures en terre de Tombouctou au Mali

## Charte d'Athènes
Les principes fondamentaux de la Charte d’Athènes, signée en 1931 affirmaient l’intérêt de toutes les étapes de la vie d’un édifice et préconisait de « respecter l’œuvre historique et artistique du passé, sans proscrire le style d’aucune époque ».
Elle recommandait par exemple une occupation des monuments, tels que les châteaux, qui respecte leur caractère historique ou artistique, cela de manière à assurer la continuité de leur vie. Cette charte insistait également sur le rôle de l’éducation dans le respect des monuments historiques.

## Charte de Venise
La Charte internationale sur la conservation et la restauration des monuments et des sites, dite charte de Venise, a été approuvée par le IIe Congrès international des architectes et des techniciens des monuments historiques, réuni à Venise du 25 au 31 mai 1964.
Cette charte impose en particulier « que l’on restaure les monuments historiques dans le dernier état connu »
La Charte de Venise fait écho à celle d’Athènes en ce qu’elle souligne l’intérêt de conserver les édifices remarquables en état de fonctionnement (sans pour autant affecter leur ordonnance ou leur décor), mais elle en approfondit aussi les principes et en élargit la portée. Le monument historique y est ainsi redéfini comme « site urbain ou rural qui porte témoignage d’une civilisation particulière, d’une évolution significative ou d’un événement historique ».
Le traité établi à Venise est structuré en 16 articles, répartis en six sections. Il y est question de :
- Les édifices appartenant au patrimoine historique, culturel ou architectural doivent être affectés à une fonction utile à la société, mais maintenus dans leur unité, avec leurs éléments de sculpture, de peinture ou de décoration ;
- Restaurer doit signifier conserver et révéler les valeurs esthétiques et historiques du monument, objet des travaux de restauration, en se fondant sur « le respect de la substance ancienne et de documents authentiques » ;
- Il est notamment nécessaire de les mener à bien conformément à des normes scientifiques et à la « Recommandation définissant les principes internationaux à appliquer en matière de fouilles archéologiques »  adoptée par l’UNESCO en 1956.
- La charte internationale sur la conservation et la restauration des monuments et des sites historiques traite également de toute la documentation et des publications qui doivent accompagner ces travaux de conservation, de restauration et de fouilles.

La Charte de Venise a été interprétée comme interdisant strictement la reconstruction des sites archéologiques – et de même, en toute probabilité, la reconstruction des monuments architecturaux détruits. La Charte insiste : même la restauration (qui n'implique pas la reconstruction) « s'arrête là où commence l'hypothèse ».

### ICOMOS
La charte de Venise a permis la création d'une association mondiale de professionnels qui se consacre à la conservation et à la protection des monuments, des ensembles et des sites du patrimoine culturel : le Conseil international des monuments et des sites ou ICOMOS (en anglais : International Council on Monuments and Sites), créé en 1965, à Varsovie et à Cracovie (Pologne). En décembre 2018, l'Association comptait plus de 10 500 membres institutionnels répartis dans 151 pays.
L'ICOMOS est un organe de la convention du Patrimoine mondial de l'UNESCO pour la mise en œuvre de la Convention, et agit comme conseil scientifique du Comité du Patrimoine mondial pour l'inscription des monuments et sites culturels sur la liste du Patrimoine mondial. L'ONG est aussi observateur auprès du Conseil de l'Europe.

## Déclaration de Dresde sur la reconstruction (1982)
Si la charte d'Athènes et la Charte de Venise se sont principalement positionnées sur le bâti existant menaçant péril, la déclaration de Dresde, elle, approche plus particulièrement les questions relatives à des monuments, groupes de monuments ou même des zones plus vastes encore, qui auraient subi des dégradations majeures, causées par la guerre ou des catastrophes naturelles. Les principaux points adoptés  
1. Lors de la reconstruction des monuments détruits par la guerre, diverses techniques ont été développées. Une multitude de facteurs doivent être pris en compte dans chaque cas individuel. Celles-ci vont de la conservation d'un monument pour sa valeur symbolique à la restauration d'un paysage urbain qui ne peut être abandonné.
2. Les valeurs spirituelles des monuments et le désir de les reconnaître tant sur le plan intellectuel que politique ont été les raisons qui ont motivé le lancement de leur reconstruction.
3. Lors de la restauration des monuments détruits par la guerre, il convient de veiller particulièrement à ce que l'évolution historique jusqu'à nos jours puisse être retracée.
4. La reconstruction complète de monuments gravement endommagés doit être considérée comme une circonstance exceptionnelle qui ne se justifie que par des raisons particulières résultant de la destruction par la guerre d'un monument de grande importance. Une telle reconstruction doit s’appuyer sur une documentation fiable de son état avant destruction.

## Conférence de Nara
Le concept d'« authenticité » de la charte de Venise est réévalué en 1994 par le Document de Nara sur l'authenticité pour s'adapter à la réalité du patrimoine japonais.
la Charte de Nara s'établit comme un « Ensemble d'opérations visant à comprendre une œuvre, à connaître son histoire et sa signification, à assurer sa sauvegarde matérielle et, éventuellement, sa restauration et sa mise en valeur ».
À la réunion de l'ICOMOS du 7 novembre 1995 à Naples, le rapporteur de la charte de Venise, Raymond Lemaire, lançait cette interrogation : « Faut-il revoir la charte de Venise ? ».